# Ras Nouadhibou
Ras Nouadhibou (Arabisch: رأس نواذيبو) is een 60 km lang schiereiland of landtong die verdeeld is door de grens tussen Mauritanië en de Westelijke Sahara. Het schiereiland ligt aan de Afrikaanse kust van de Atlantische Oceaan. Internationaal  staat het schiereiland ook bekend onder de Spaanse naam Cabo Blanco of Franse naam Cap Blanc, wat in beide gevallen witte kaap betekent.

## Geografie
De landtong vormt de westelijke grens van de baai Dakhlet Nouadhibou. Het schiereiland is verdeeld tussen Mauritanië en de Westelijke Sahara. Op de westkant ligt de spookstad La Gouèra en op de oostkant, op minder dan 1,5 km van de grens, ligt de Mauritaanse stad Nouadhibou. Hoewel het schiereiland niet het westelijkste punt van Afrika is, is het door de schuine stand van de aarde minstens twee keer per jaar de laatste plaats in Afrika waar de zon ondergaat.

### Natuur

#### Vogels
De landtong en de baai zijn door BirdLife International aangewezen als Important Bird Area (IBA) vanwege het belang voor significante populaties van overwinterende watervogels, waaronder steenlopers, dunbekmeeuwen, kleine mantelmeeuwen, reuzensterns en grote sterns.

#### Monniksrobben

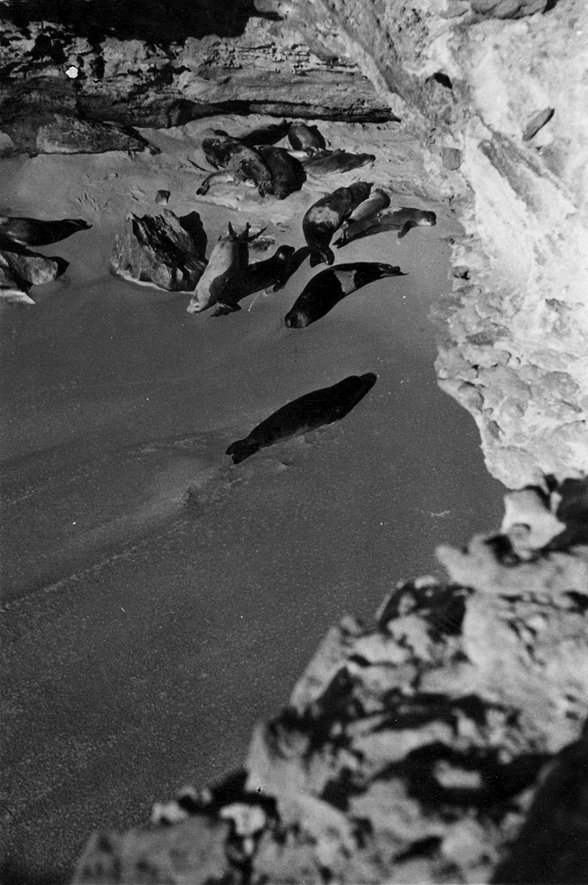
Kolonie van monniksrobben op Ras Nouadhibou in 1945

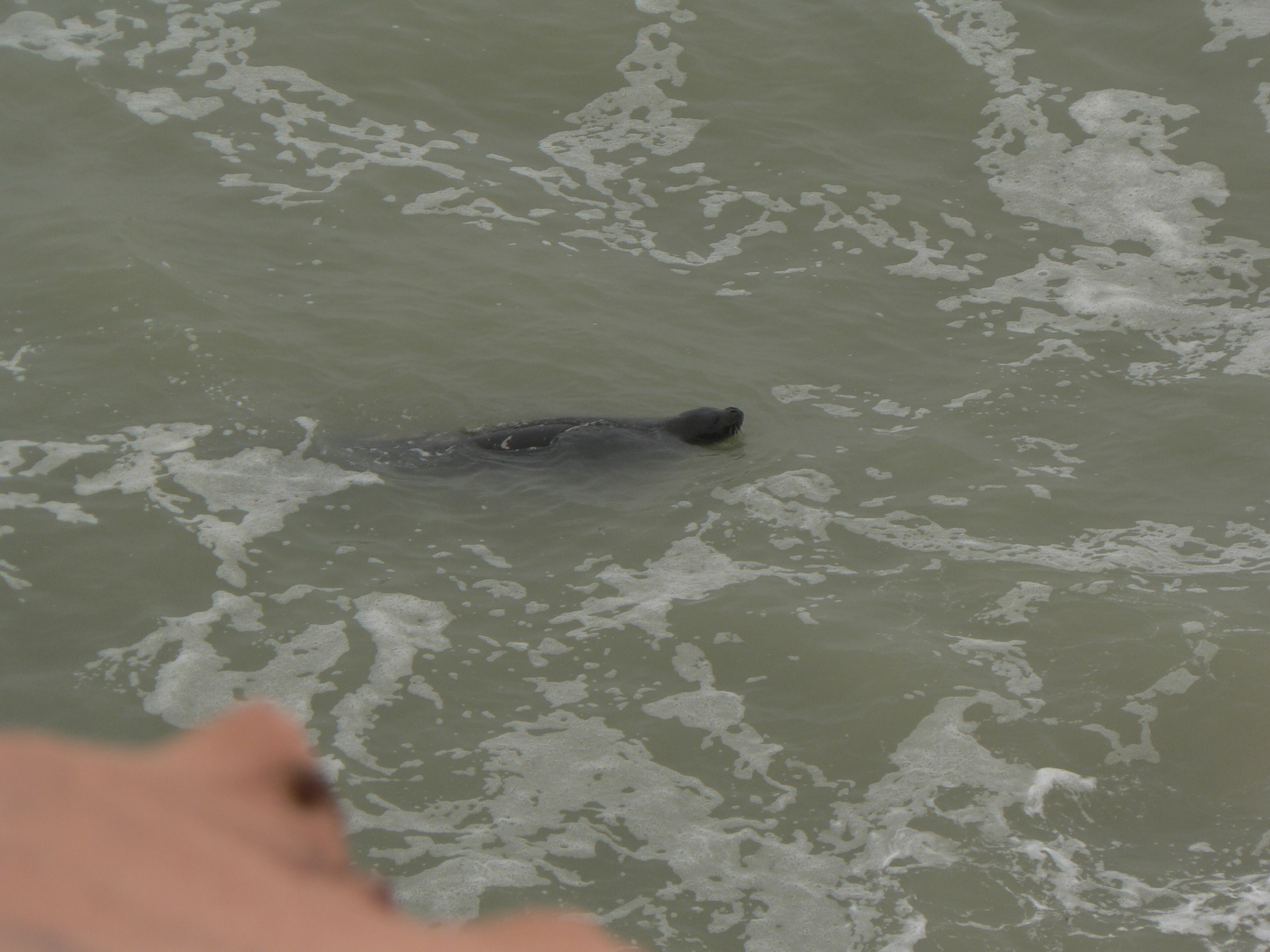
Een monniksrob in zee bij Ras Nouadhibou

Ras Nouadhibou in de Atlantische Oceaan en het eiland Gyaros in de oostelijke Middellandse Zee zijn de enige plekken op de wereld waar Mediterrane monniksrobben de structuur van een kolonie behouden. In 1997 stierf twee derde van de kolonie uit, maar sindsdien is er sprake van geleidelijk herstel.
Het vroegere verspreidingsgebied van de mediterrane monniksrob (Monachus monachus) strekte zich uit over het noordwestelijke deel van de Atlantische Oceaan, Afrika, de Middellandse Zee en de Zwarte Zee, de kustlijnen, met inbegrip van alle eilanden voor de kust van de Middellandse Zee, en tot in de Atlantische Oceaan en de eilanden: Canarische Eilanden, Madeira, Ilhas Desertas, Porto Santo, tot aan de Azoren in het westen. Zwervers werden gevonden tot in Gambia en de Kaapverdische eilanden, en tot in het noorden in continentaal Portugal en Atlantisch Frankrijk.
Vandaag de dag herbergt de kaap de grootste overgebleven populatie van de soort en de enige overgebleven plek die nog steeds een koloniestructuur lijkt te hebben. In de zomer van 1997 werd twee derde van de zeehondenpopulatie binnen twee maanden weggevaagd, waardoor de levensvatbaarheid van de soort ernstig in gevaar kwam. Hoewel de meningen over de precieze oorzaken van deze epidemie nog steeds verdeeld zijn (mogelijke oorzaken zijn een morbilivirus of een giftige algenbloei), benadrukte de massale uitroei de precaire status van een soort die in zijn hele verspreidingsgebied al als ernstig bedreigd wordt beschouwd.
Hoewel nog steeds ver onder de telling van begin 1997, zijn de aantallen op deze uiterst belangrijke locatie sindsdien begonnen met een geleidelijk herstel. Momenteel wordt de populatie op deze locatie geschat op 270 individuen, een daling ten opzichte van de 310 in 1997, maar nog steeds verreweg de grootste kolonie. De dreiging van een soortgelijk incident dat de hele populatie zou kunnen uitroeien, blijft bestaan.

## Geschiedenis
Portugese zeilende ontdekkingsreizigers bereikten de locatie die ze Cabo Branco noemden voor het eerst in 1441. De Spaanse interesse in West-Afrika, in de woestijnkust van de Sahara, kwam voort uit visserijactiviteiten die vanaf de Canarische Eilanden werden uitgevoerd door Spaanse vissers, die ook op zeehonden jaagden en deze verhandelden. De Spanjaarden deden aan visserij en walvisjacht voor de Sahara-kust van Dakhla tot Ras Nouadhibou van 1500 tot nu, variërend van walvisvangst op bultruggen en waarschijnlijk op noordkapers en walviskalfjes, voornamelijk in Kaapverdië, de Golf van Guinee in Annobón en de eilanden São Tomé en Príncipe.
Deze visserijactiviteiten hebben een negatieve invloed gehad op de natuur en hebben ervoor gezorgd dat veel soorten zeezoogdieren en vogels zijn verdwenen of in gevaar zijn gebracht.
De Spanjaarden claimden oorspronkelijk het land van 20° 51' NB (bij Cap Blanc) tot 26° 8' NB (bij Kaap Bojador) in 1885. Dit protectoraat werd in 1887 bestuurd vanuit de Canarische Eilanden. Frankrijk zou later de Westelijke Sahara opeisen. Tijdens een gezamenlijke conventie in 1900 stelden de Fransen en Spanjaarden de grens vast en verdeelden het gebied tussen de Spaanse Sahara en Frans West-Afrika. Vandaag de dag scheidt dezelfde grens de Westelijke Sahara van Mauritanië. De westelijke kant wordt momenteel echter bewaakt door Mauritanië, aangezien noch Marokko noch het Polisario Front het gebied bezet.
Op de kaap werd in 1910 een vuurtoren gebouwd.

## In de literatuur
- Captain James Riley's memoires over gevangenschap, Sufferings in Africa (1815), vertelt over de ervaringen van hem en zijn mannen nadat ze aan wal waren gegaan bij wat wordt verondersteld Cabo Blanco te zijn.
- De Narrative van Robert Adams verhaalt over een soortgelijke ervaring.
- De Pharaon uit De graaf van Monte-Cristo zinkt tussen hier en Kaap Bojador.
- Cabo Blanco wordt kort genoemd in de roman Moby Dick.
- Er wordt ook naar verwezen in het korte verhaal van Sir Arthur Conan Doyle, J. Habakuk Jephson's Statement.